# Пертузіо
Пертузіо (італ. Pertusio, п'єм. Përtus) — муніципалітет в Італії, у регіоні П'ємонт,  метрополійне місто Турин.
Пертузіо розташоване на відстані близько 550 км на північний захід від Рима, 32 км на північ від Турина.
Населення — 783 особи (2014).
Покровитель — san Firmino.

## Демографія
Населення за роками:

Станом на 1 січня 2023 року в муніципалітеті офіційно проживало 28 іноземців з 4 країн, серед них 26 громадян країн Євросоюзу.

## Сусідні муніципалітети
- Праскорсано
- Ривара
- Сан-Понсо
- Вальперга